# Kelly Rowlandová
Kelly Rowlandová, narozená jako Kelendria Trene Rowland (* 11. února 1981 Atlanta, Georgie), je americká zpěvačka, skladatelka a herečka, jedna z původních členek skupiny Destiny's Child.

## Sólová kariéra
Po vydání alba 8 Days of Christmas s Destiny's Child si skupina dává krátkou přestávku, čehož Rowland stejně jako ostatní zpěvačky využívá k nastartování sólové kariéry. Debutové desce Simply Deep předcházel veleúspěšný singl „Dilemma“ amerického rappera Nellyho, na němž Kelly pouze hostovala. Po celém světě se prodalo více než 2,5 mil. kopií alba, singl „Dilemma“ posbíral mnoho ocenění, včetně ceny Grammy (Best Rap/Sung Collaboration). Tato skladba je i na albu Nellyville, za nějž byl Nelly v roce 2003 nominován na cenu Grammy.
Destiny's Child se opět spolu objevují v roce 2004 a vydávají album Destiny Fulfilled. Během následujícího roku podnikají monstrózní turné s názvem Destiny Fulfilled ... And Lovin' It. Koncertují v Evropě, Americe, Japonsku i Austrálii. Následně vydávají výběr největších hitů #1's (2005) a oznamují rozpad skupiny, aby se mohly věnovat sólovým projektům.
Na druhém album Ms. Kelly vydaném v roce 2007 pracovala více než tři roky. Kritika i fanoušci to náležitě ocenili (prodeje převyšující 1,5 mil. kusů), na známém singlu „Ghetto“ hostuje Snoop Dogg, ve skladbě „Love“ Solange Knowles, mladší sestra Beyoncé.

## Diskografie

### Studiová alba
| Rok  | Album                                                               | Nejvyšší umístění v hitparádě | Nejvyšší umístění v hitparádě | Nejvyšší umístění v hitparádě | Nejvyšší umístění v hitparádě | Nejvyšší umístění v hitparádě | Ocenění                            |
| Rok  | Album                                                               | US 200                        | US R&B                        | UK                            | AUS                           | CAN                           | Ocenění                            |
| ---- | ------------------------------------------------------------------- | ----------------------------- | ----------------------------- | ----------------------------- | ----------------------------- | ----------------------------- | ---------------------------------- |
| 2002 | Simply Deep - Vydáno: 22. října 2002 - Vydavatel: Columbia Records  | 12                            | 3                             | 1                             | 5                             | -                             | US: zlaté UK: platinové CAN: zlaté |
| 2007 | Ms. Kelly - Vydáno: 22. června 2007 - Vydavatel: Columbia Records   | 6                             | 2                             | 23                            | 44                            | 64                            | US: /                              |
| 2011 | Here I Am - Vydáno: 26. července 2011 - Vydavatel: Universal Motown | 3                             | 1                             | 126                           | 61                            | 45                            | US: /                              |
| 2013 | Talk a Good Game - Vydáno: 14. června 2013 - Vydavatel: Republic    | 4                             | 4                             | 80                            | 16                            | -                             | US: /                              |

### EP
- 2008 - Ms. Kelly Deluxe Digital EP

### Úspěšné singly
- 2002 - "Dilemma" (s Nelly)
- 2002 - "Stole"
- 2007 - "Like This" (ft. Eve)
- 2011 - "Motivation" (ft. Lil Wayne)
- 2013 - "Kisses Down Low"

## Ocenění
- Grammy Awards
  - Grammy Award for Best Rap/Sung Collaboration („Dilemma“)
  - Grammy Award for Record of The Year („Dilemma“) - pouze nominace
- Capital FM Awards
  - London's Favorite International Single („Dilemma“)
- TMF Awards
  - Best R&B International
  - Best Video International („Dilemma“)
- Billboard Awards
  - Hot Rap Track of The Year („Dilemma“)